# Nathalie Karsenti
Pour les articles homonymes, voir Karsenti.
Nathalie Karsenti, née le 10 juin 1971 à Nantes, est une comédienne, journaliste et animatrice de télévision et de radio française.
Principalement active dans le doublage, elle est la voix française récurrente d'Eva Mendes, January Jones, Marisol Nichols, Shawnee Smith, Gabrielle Anwar ainsi que Zoe Saldaña dans l'univers cinématographique Marvel.

## Biographie

### Formation
Née à Nantes, en France, Nathalie Karsenti commence sa formation par un stage de cinéma dans l'école ACAS de Bernadette Laffont.
Nathalie Karsenti suit pendant trois ans les cours d'art dramatique de Jacques Couturier au Conservatoire régional de la ville. Puis, elle poursuit sa formation au Cours Florent à Paris.

### Carrière
Après avoir joué au théâtre, dans quelques longs ou courts métrages et à la télévision, elle est remarquée par Danielle et Déborah Perret qui lui propose un essai sur un plateau de doublage. À la suite de cet essai et passionnée par ce domaine d'acteur, elle poursuit ses expériences. C'est à la suite de sa rencontre avec Vincent Violette, qui lui a confié le rôle principal de Meghan Green (jouée par Anne Hathaway) dans la série La Famille Green, qu'elle décide de s'y consacrer pleinement. Depuis, Nathalie Karsenti double des actrices américaines à plusieurs reprises comme Eva Mendes (dont La nuit nous appartient ou Fast and Furious 5), January Jones (dont Mad Men, X-Men : Le Commencement ou Le Pacte), Ruth Negga (dont Marvel : Les Agents du SHIELD ou Preacher) ou encore Sakina Jaffrey (House of Cards, Mindy et Timeless). Elle double également d'autres actrices comme Zoe Saldana (Gamora) dans Les Gardiens de la Galaxie et autres films de la franchise Marvel ou encore Shawnee Smith dans la série de films Saw.
En 2010, Nathalie Karsenti crée l'émission, « Il était une voix » diffusée sur MCE TV et Télésud. Au cours de ces émissions, elle invite toutes sortes d'acteurs et actrices reconnus dans le doublage (Patrick Poivey, Patrick Floersheim, Roger Carel, Greg Germain, Richard Darbois, Daniel Beretta, Barbara Tissier, Philippe Peythieu, Véronique Augereau, Benoît Allemane, Maïk Darah, Marion Game, Camille Donda, Brigitte Lecordier, Bernard Lanneau, Claire Guyot, Gabriel Le Doze, Céline Monsarrat, etc.) ainsi que de nombreuses personnalités (Jean-Marc Mormeck, Julien Courbet, Philippe Vandel, Sandrine Alexi, Pierre Santini, Jean-Michel Maire, Princess Erika et Marc-Antoine Le Bret, etc.). En juillet 2013, Nathalie Karsenti crée sa propre chaîne YouTube, NKA TV. Elle poursuit l'émission Il était une voix sur sa chaîne et crée d'autres programmes comme Au bout de leurs rêves, un programme culinaire Comme à la maison ou encore dernièrement DUO.
Son émission Il était une voix sur YouTube est devenue l'émission référence du doublage en France[réf. souhaitée] avec plus de douze millions de vues.

## Théâtre
- 1995 : La Valse à gifles de Léon Karsenti qui remporta le prix de la création.
- 1996 : Fin de programmes de Jean-Louis Bourdon

## Filmographie

### Cinéma

#### Longs métrages
- 1997 : Les Deux Orphelines vampires de Jean Rollin : la Femme-Louve
- 2003 : Viva Laldjérie de Nadir Moknèche : la caissière de la Pizzeria Rapido

#### Courts métrages
- 2004 : Une partie de campagne de Karine de Falchi
- 2004 : Les Fleurs du mâle d'Olivier Korol
- 2004 : Les Insupportables Pilote TV de Vincent Leclerc
- 2004 : Le Brésilien est mort de Karine de Falchi
- 2006 : D'un regard à l'autre d'Astrid Sylvain
- 2004 : L'Invitation de Jean-Baptiste Le Cocq - également scénariste

### Télévision
- 1996 : Les Arnaqueuses de Thierry Binisti : Edwige
- 1998 : Mères porteuses de Brigitte Coscas
- 2007 : Le Rêve d'un roi de Thierry Binisti (docu-fiction) : l intendante

## Doublage

### Cinéma

#### Films
- Shawnee Smith dans (9 films) :
  - Saw (2004) : Amanda Young
  - Saw 2 (2005) : Amanda Young
  - Saw 3 (2006) : Amanda Young
  - Saw 4 (2007) : Amanda Young
  - Saw 5 (2008) : Amanda Young
  - Saw 6 (2009) : Amanda Young
  - The Grudge 3 (2009) : Dr Ann Sullivan
  - Grace Unplugged (2013) : Michelle Trey
  - Saw X (2023) : Amanda Young

- Zoe Saldaña dans (5 films) :
  - Les Gardiens de la Galaxie (2014) : Gamora
  - Les Gardiens de la Galaxie Vol. 2 (2017) : Gamora
  - Avengers: Infinity War (2018) : Gamora
  - Avengers: Endgame (2019) : Gamora
  - Les Gardiens de la Galaxie Vol. 3 (2023) : Gamora

- Eva Mendes dans (4 films) :
  - Chasseurs de primes (2002) : Gina
  - La nuit nous appartient (2007) : Amada Juarez
  - Fast and Furious 5 (2011) : Monica Fuentes
  - Lost River (2015) : Cat

- Marisol Nichols dans :
  - Felon (2008) : Laura Porter
  - Spirale : L'Héritage de Saw (2021) : le capitaine Angie Garza
  - The Valet (en) (2022) : Isabel

- January Jones dans :
  - Sans identité (2011) : Elisabeth Harris
  - X-Men : Le Commencement (2011) : Emma Frost
  - Le Pacte (2011) : Laura Gerard

- Ruth Negga dans :
  - World War Z (2013) : un des docteurs de l'OMS
  - Ad Astra (2019) : Helen Lantos
  - L'Effet veuf (en) (2023) : Sophie

- Lacey Chabert dans :
  - Shadow of Fear (de) (2004) : Allison Waring Henderson
  - Hanté par ses ex (2009) : Sandra

- Casey Wilson dans :
  - Kiss and Kill (2010) : Kristen
  - Gone Girl (2014) : Noelle Hawthorne

- Chiara Schoras (de) dans :
  - Rouge rubis (2013) : Margaret Tilney
  - Bleu saphir (2014) : Margaret Tilney

- Karen Holness (de) dans :
  - Méchant menteur 2 (2017) : Walters
  - Comme Cendrillon 6 : Graine de star (en) (2021) : Bernie

- 1995 : Friday : Dana Jones (Regina King)
- 1999 : Kimberly : Kimberly (Gabrielle Anwar)
- 1999 : Sexe attitudes : Emma Cooper (Sybil Temtchine)
- 1999 : Le Célibataire : Stacey (Rebekah Carlton)
- 1999 : Detroit Rock City : Barbara (Emmanuelle Chriqui)
- 1999 : Liberty Heights : Mme Johnson (Katie Finneran)
- 1999 : Magnolia : la serveuse
- 2000 : American Psycho : Victoria (Marie Dame)
- 2000 : American Girls : Darcy (Tsianina Joelson)
- 2000 : Little Nicky : Jenna (Jackie Titone)
- 2000 : Cut : Cassie Woolf (Erika Walters)
- 2000 : Maybe Baby ou Comment les Anglais se reproduisent : Joanna (Rachael Stirling)
- 2000 : Family Man : Kate (Nina Barry)
- 2002 : John Q : Julie Bird (Heather Wahlquist)
- 2001 : "Fulltime Killer" (Kelly Lin): Chin
- 2002 : Influences : Julia Stone (Laurine Towler)
- 2003 : Love Actually : Juliet (Keira Knightley)
- 2003 : 8 jours et 8 nuits à Cancun : elle-même (Sarah Wilkins)
- 2003 : Company : Susie (Susie Cusack)
- 2004 : L'Employé du mois : Wendy (Andrea Bendewald)
- 2005 : A Dirty Shame : Loose Linda (Orem Jewel)
- 2006 : Waist Deep : la dame de la maison d'escrime (Kiroma Lee Simons
- 2007 : PS I Love You : Ciara Reilly (Nellie McKay)
- 2010 : London Boulevard : Brioni (Anna Friel)
- 2010 : Bébé mode d'emploi : Beth (Jessica St. Clair)
- 2010 : Donne-moi ta main : Libby (Kaitlin Olson)
- 2011 : The Darkest Hour : Natalie (Olivia Thirlby)
- 2014 : Exodus: Gods and Kings : Néfertari (Golshifteh Farahani)
- 2014 : Les Nouveaux Sauvages : Isabel (María Marull)
- 2016 : Les Cerveaux : Michelle Chambers (Mary Elizabeth Ellis)
- 2016 : Dean : Becca (Briga Heelan)
- 2017 : La demoiselle grise (en) : Maggie Wyn (Rebecca Gayheart)
- 2017 : Deidra and Laney Rob a Train : Veronica (Sharon Lawrence)
- 2018 : Red Sparrow : Trish Forsythe (Sakina Jaffrey)
- 2018 : Skyscraper : le sergent Han (Elfina Luk)
- 2018 : Ruptures et Compagnie : Mel (Madeleine Sami)
- 2019 : Always Be My Maybe : Judy (Susan Park)
- 2019 : Flocons d'amour : Debbie (Andrea de Oliveira)
- 2019 : Beats : Vanessa Robinson (Emayatzy Corinealdi)
- 2019 : Mary : l'inspecteur Clarkson (Jennifer Esposito)
- 2020 : Ma belle-famille, Noël et moi : Carolyn McCoy (Sarayu Rao)
- 2021 : La Main de Dieu : Patrizia (Luisa Ranieri)
- 2022 : Tic et Tac, les rangers du risque : Tigra (Liz Cackowski (en)) (voix)
- 2022 : La Faute au karma ? : la mère de Sara (Carmen Madrid (es))
- 2022 : Une ardente patience (es) : Elba (Paola Giannini (es))

#### Films d'animation
- 2000 : Batman, la relève : Le Retour du Joker : Deidre Dennis / Dee-Dee
- 2023 : Mars Express : Jeanine et la voix de la pub (création de voix)

### Télévision

#### Téléfilms
- Karen Holness (de) dans (13 téléfilms[6]) :
  - Le temps passé (2000) : Molly
  - Une inquiétante infirmière (2016) : Chantal
  - Un fiancé qui tombe à pic (2016) : Pam
  - La recette du coup de foudre (2018) : Sam
  - Belle pagaille à Noël (2018) : Cheryl
  - Tout l'amour d'un père (2019) : Maggie
  - Les Petits meurtres de Ruby : Témoin silencieux (2019) : Angela Bircham
  - Les Petits meurtres de Ruby : Héritage empoisonné (2019) : Angela Bircham
  - Noël au palace (2019) : Cassidy
  - Les Petits meurtres de Ruby : Prédiction mortelle (2020) : Angela Bircham
  - Une New-Yorkaise à la ferme (2021) : Diane
  - P.S. Joyeux Noël (2021) : Susan Young
  - Justice pour mon enfant (2021) : Georgia

- Julia Dietze dans :
  - L'École de l'amour (2003) : Mandy
  - Mädchen Nr. 1 (2003) : Denise Hammerstein
  - Le cœur des femmes (2014) : Mira

- Gabrielle Anwar dans :
  - Les Aventures de Flynn Carson : Le Trésor du roi Salomon (2006) : Emily Davenport
  - Rendez-moi mon fils ! (2006) : Kristen Sheppard / Halloran / Rollins

- 2000 : Act of Love : Portia (Regina Hall)
- 2002 : Liaison obsessionnelle : Fiona (Holly Uloth)
- 2002 : Nous n'irons plus au bois : Laurie Kinmount (Kim Schraner)
- 2005 : Terreur en haute mer : Jenny (Chelan Simmons)
- 2005 : Les Sorcières des Caraïbes : Clara Niles (Kelli Giddish)[7]
- 2007 : Au nom de la passion : Lisa (Shawnee Smith)
- 2008 : Le Cœur chocolat : Valérie Cornelis (Simone Hanselmann)
- 2009 : La Vengeance d'une sœur : Claire (Cinthia Burke)
- 2009 : L'Amour au bout du chemin : Dr Anna Schubert (Julia Stinshoff)
- 2011 : L'Ange de Noël : Carrie Bishop (Lindy Booth)
- 2011 : Un Papa au garde-à-vous : Mme Pohl, la sage-femme (Anna von Berg (de))
- 2013 : Clear History : Jennifer (Eva Mendes)
- 2016 : Arrêtez ce mariage : Renee (Brenda Crichlow)
- 2017 : Une promesse au nom de notre amitié : Cecilia Carol « C. C. » Bloom (Idina Menzel)
- 2020 : Un ange gardien pour Noël : Nina (Marisol Nichols)
- 2020 : Noël avec le prince de mes rêves : Mila (Kim Nelson)
- 2021 : Le plan cruel de ma jumelle : Lenah (Cory Lee (en))
- 2022 : Ados sans limites : Diane (Kathy Maloney)
- 2023 : L'Amant de mon mari : Kelly Linley (Lindsey Greer)

#### Séries télévisées
- Sakina Jaffrey dans (8 séries) :
  - New York 911 (2003-2005) : Dr Hickman (16 épisodes)
  - House of Cards (2013-2018) : Linda Vasquez (19 épisodes)
  - Madam Secretary (2014 / 2018) : Chondita Samant (saison 1, épisode 7 et saison 5, épisode 1)
  - The Mindy Project (2015-2017) : Sonu Lahiri (6 épisodes)
  - Timeless (2016-2018) : l'agent Denise Christopher (26 épisodes)
  - Défendre Jacob (2020) : Lynn Canavan (mini-série)
  - Billions (2022-2023) : Daevisha « Dave » Mahar (17 épisodes)
  - Before (en) (2024) : Gail (mini-série)

- Marisol Nichols dans (7 séries) :
  - 24 Heures chrono (2007) : Nadia Yassir (saison 6)
  - Life (2009) : Whitney « Plum » Paxman (saison 2, épisode 20)
  - The Gates (2010) : Sarah (13 épisodes)
  - NCIS : Los Angeles (2010) : Tracy Keller (saison 2, épisode 6)
  - Private Practice (2012) : Lily (saison 6, épisode 7)
  - NCIS : Enquêtes spéciales (2014-2015) : l'agent spécial Zoe Keates (saison 12)
  - Riverdale (2017-2023) : Hermione Lodge (67 épisodes)

- Rebecca Gayheart dans (4 séries) :
  - Division d'élite (2004) : Suzanne Richland (saison 4)
  - Nip/Tuck (2004-2006) : Natasha Charles (3 épisodes)
  - Vanished (2006) : Judy Nash (13 épisodes)
  - The Cleaner (2009) : Carey Kern (saison 2, épisode 7)

- January Jones dans (4 séries) :
  - Mad Men (2007-2015) : Elizabeth « Betty » Draper (en) (92 épisodes)
  - The Last Man on Earth (2015-2018) : Melissa Chartres (63 épisodes)
  - The Politician (2019) : Lizbeth Sloan (saison 1)
  - Spinning Out (2020) : Carol Baker (10 épisodes)

- Gabrielle Anwar dans :
  - Burn Notice (2007-2013) : Fiona Glenanne (111 épisodes)
  - New York, unité spéciale (2008) : Eva Sintzel (saison 9, épisode 14)
  - Once Upon a Time (2017-2018) : Victoria Belfrey / Madame de Trémaine (saison 7)

- Ruth Negga dans :
  - Marvel : Les Agents du SHIELD (2013-2018) : Raina (18 épisodes)
  - Preacher (2016-2019) : Tulip O'Hare (43 épisodes)
  - Présumé innocent (2024) : Barbara Sabich (mini-série)

- Christina Moses (en) dans :
  - Alerte Contagion (2016) : Dana Mayfield (mini-série)
  - The Originals (2017-2018) : Keelin (16 épisodes)
  - A Million Little Things (2018-2023) : Regina Howard (87 épisodes)

- Jennifer Esposito dans :
  - The Boys (2019-2020) : l'agent Susan Raynor (6 épisodes)
  - Awkwafina Is Nora from Queens (en) (2020-2023) : Brenda (14 épisodes)
  - Blue Bloods (2023-2024) : Jackie Curatola (2e voix, saison 13, épisode 21 et saison 14, épisode 2)

- Amy Sloan (en) dans :
  - Stargate SG-1 (2004) : Leda Kane (saison 8, épisode 5)
  - NCIS : Enquêtes spéciales (2004) : Cynthia Cluxton (saison 2, épisode 4)

- Lisa Faulkner dans :
  - Ash et Scribbs (2004-2005) : Emma « Scribbs » Scribbins (12 épisodes)
  - Meurtres au paradis (2011) : Alex Owen (saison 1, épisode 6)

- Traci Dinwiddie dans :
  - Supernatural (2008-2010 / 2019) : Pamela Barnes (5 épisodes)
  - The Walking Dead (2017-2018) : Regina (12 épisodes)

- Briga Heelan dans :
  - Crazy Ex-Girlfriend (2016) : Connie Cavanagh (saison 1, épisode 11)
  - Brooklyn Nine-Nine (2019) : Keri Brennan (saison 6, épisode 8)

- Nikki Crawford (en) dans :
  - Sexe Intentions (2024) : Ellen Grover
  - Tracker (2025) : Miggy (saison 2, épisode 15)

- 1995 : Diagnostic : Meurtre : Gloria (Renée Coleman) (saison 2, épisode 15)
- 1999 : Halifax : Alicia Polk (Petra Yared) (saison 1, épisode 14)
- 1999-2000 : La Famille Green : Meghan Green (Anne Hathaway) (22 épisodes)
- 2002 : Division d'élite : Joe Miller (Catherine Dao) (saison 2, épisode 18)
- 2002 : Docteur Jivago (en) : Lara Antipova (Keira Knightley) (mini-série)
- 2003 : NCIS : Enquêtes spéciales : Rosemarie Fuentes (Christina Souza) (saison 1, épisode 2), Lisa Peary (Rebecca Boyd) (saison 1, épisode 9)
- 2004 : Shérifs à Los Angeles : le sergent Gabriella Sanchez (Christina Vidal) (épisodes 2 à 15)
- 2004 : 24 Heures chrono : Kathy McCartney (Brigid Brannagh) (saison 3, épisode 18)
- 2004-2005 : Des jours et des vies : Marguerite (J. C. Brandy) (8 épisodes)
- 2005-2006 : Mon oncle Charlie : Kandi (April Bowlby) (1re voix, saisons 3 et 4)
- 2006 : Sept à la maison : Mlle Margo (Rachel Boston) (saison 11, épisodes 2 à 4)
- 2007 : Les Bonheurs de Sophie : Maggie (Katrin Filzen)
- 2007-2011 : Sacré Charlie : Anne (Lisa Karlström) (25 épisodes)
- 2010 : Forgotten : Lindsay Drake (Heather Stephens) (épisodes 1 à 13)
- 2010-2011 : How to Make It in America : Rachel Chapman (Lake Bell) (16 épisodes)
- 2010-2013 : Glee : Shelby Corcoran (Idina Menzel) (12 épisodes)
- 2012 : Facing Kate : Rachel (Lindy Booth) (saison 2, épisode 13)
- 2013-2015 : Graceland : l'agent de la DEA Paige Arkin (Serinda Swan)
- 2015 : American Odyssey : le sergent Odelle Ballard (Anna Friel) (13 épisodes)
- 2015 : Intelligence : Mme Cain (Stephanie Nash) (épisode 10)
- 2015-2016 : Empire : Edna (Sara Sevigny)
- 2016 : Limitless : Margaret Curran (Elisabeth Gray) (épisode 20)
- 2017 : This Is Us : Charlotte Everly (Stefanie Black) (saison 2, épisode 8)
- 2018-2019 : Berlin Station : Jamie Hudson (Robin Weigert)
- 2019-2020 : Ramy : Amani (Rosaline Elbay) (3 épisodes)
- 2020 : Intimidation : Vicky Hoy (Jade Harrison) (mini-série)
- 2021 : Legacies : Lucia (Sophina Brown) (saison 3, épisode 2)
- 2021 : Supergirl : Nyxly (Peta Sergeant) (18 épisodes)
- 2022 : The White Lotus : Valentina (Sabrina Impacciatore) (saison 2)
- 2023 : Secret Invasion : Shirley Sagar (Seeta Indrani) (mini-série)
- 2023 : One Piece : Sham (Bianca Oosthuizen)
- 2023 : Unprisoned (en) : Luisa (Mercedes Colon)
- 2025 : Péchés inavouables : Dora (Raquel Martinez)

#### Séries d'animation
- 2000 : Spy Groove (en) : Mac et Margarita Blanco[8]
- 2001 : Mary-Kate et Ashley : voix diverses
- 2002 : Jason et les héros de l'Olympe (en) : Aphrodite, l'écureuil[9]
- 2010-2012 : Bakuman. : Miyuki Haruno (saisons 1 et 2)
- 2012 : Le Petit Prince : Alizée (création de voix, épisode La Planète des Nymphalides)
- 2015 : Archer : Juliana Calderon (saison 5)
- 2019-2020 : Barbapapa en famille : Barbamama (création de voix)
- 2020 : Japan Sinks 2020 : Mari Mutō
- 2021-2023 : What If...? : Gamora (saison 1, épisode 9 et saison 2, épisode 4)
- 2023 : Pluto : Helena

### Jeux vidéo
- 2010 : Elsword (en) : Rena
- 2010 : Need for Speed: Hot Pursuit : la narratrice et voice-over
- 2011 : Mass Effect 2 : voix additionnelles
- 2011 : Dragon Age 2 : voix additionnelles
- 2012 : Hitman: Absolution : voix off des tutoriels en jeu
- 2017 : Lego Marvel Super Heroes 2 : Gamora
- 2017 : Star Wars Battlefront II : voix additionnelles
- 2025 : Xenoblade Chronicles X : Definitive Edition : la narratrice

## Voix off

### Documentaires
- 2020 : Tina Turner, la rage de vivre de Schyda Vasseghi (Arte)

### Publicité
- Purina : Dentalife
- Jouvence de l'Abbé Soury : Énergie Biolance, sponsors de la série "Demain nous appartient"

### Spectacle
Bande annonce pour Arnaud Ducret

### Internet
2024 : "24h Dans le noir" et "48h Dans le noir" de Joyca